# Michał Zieliński (polityk)
Michał Witold Zieliński (ur. 16 lipca 1972 w Szamotułach) – polski polityk i urzędnik, w latach 2021–2023 wojewoda wielkopolski.

## Życiorys
Pochodzi z Szamotuł. Jego rodzice byli nauczycielami wychowania fizycznego, ojciec został dyrektorem Liceum Ogólnokształcącego w Szamotułach. W młodości uprawiał biegi sprinterskie i sztafetowe, skok w dal i trójskok (zdobył w tej dyscyplinie mistrzostwo Polski juniorów). Zamieszkał w Obornikach. Z wykształcenia ekonomista, absolwent Wydziału Zarządzania Uniwersytetu Ekonomicznego w Poznaniu. Pracował w sektorze prywatnym (m.in. jako dyrektor ds. sprzedaży i marketingu), prowadził także działalność gospodarczą. Od 2017 do 2018 zajmował stanowisko zastępcy dyrektora oddziału terenowego Krajowego Ośrodka Wsparcia Rolnictwa w Poznaniu. Obejmował stanowiska zastępcy dyrektora (2016) i dyrektora (2018) wielkopolskiego oddziału Agencji Restrukturyzacji i Modernizacji Rolnictwa. Kierował również Obornickim Klubem Lekkoatletycznym, którego był założycielem.
Działał w Obywatelskim Komitecie Samorządowym Ziemi Obornickiej. W wyborach samorządowych w 1998 bezskutecznie ubiegał się o mandat radnego sejmiku wielkopolskiego z listy Akcji Wyborczej Solidarność. Później wstąpił do Prawa i Sprawiedliwości, został przewodniczącym partii w powiecie obornickim i zastępcą przewodniczącego w okręgu pilskim. Ubiegał się o stanowisko burmistrza Obornik w 2010 i 2014 (dwukrotnie zajmując ostatnie, trzecie miejsce). W tych latach startował także do obornickiej rady miejskiej. Bez powodzenia kandydował także do sejmiku województwa w 2002 i 2018 oraz w wyborach parlamentarnych w 2019 i 2023.
W styczniu 2021 został powołany na stanowisko wojewody wielkopolskiego. W grudniu 2023 zakończył pełnienie tej funkcji. W 2024 uzyskał mandat radnego Sejmiku Województwa Wielkopolskiego VII kadencji.

## Życie prywatne
Żonaty z Agnieszką, ma troje dzieci.

## Odznaczenia i wyróżnienia
Odznaczony odznaką honorową „Zasłużony dla Rolnictwa” (2019). W 2012 wyróżniono go tytułem „Człowieka Roku 2012” w powiecie obornickim w plebiscycie „Głosu Wielkopolskiego”.